# Стівен Дорфф
Стівен Гартлі Дорфф молодший (англ. Stephen Hartley Dorff Jr.; нар. 29 липня 1973, Атланта, Джорджія) — американський кіноактор.

## Біографія
Родина Стіва і Ненсі Дорфф деякий час проживала в Атланті, а після народження молодшого сина перебралася до Лос-Анджелеса. У Стівена рано проявився інтерес до кіно. Вже у віці 9 років він отримав роль у телевізійному серіалі «Family Ties». У 1987 році він отримав свою першу головну роль у фільмі-фантазії «Врата».
У 1992 році зіграв головну роль у потужній драмі «Сила одного», за яку отримав номінацію на премію «Молодий актор».

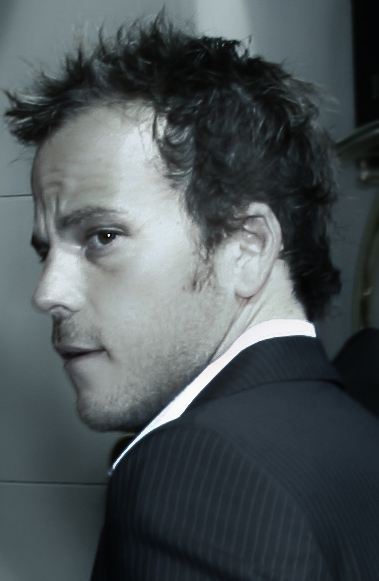
Стівен Дорфф у 2008 році

Високу оцінку заслужила робота Стівена Дорффа у фільмі Єн Софтлі «Бекбіт» 1994, що розповідає про появу «Бітлз», де Стівен Дорфф зіграв роль так званого «п'ятого» бітла, басиста Стюарта Саткліффа.
Наступним етапом у творчій кар'єрі Дорффа стали фільми «Я стріляла в Енді Ворхола», де його партнеркою була Лілі Тейлор, і фільм Джона Вотерса «Божевільний Сесіл Б.» (2000). Всесвітня популярність наздогнала Дорффа у 1998 році після участі у фільмі-екранізації коміксу Marvel «Блейд», де він грає роль лиходія Дікона Фроста. За цю роль Стівен Дорфф отримав у 1999 році премію «MTV Movie Awards» як найкращий лиходій. Після фільмів «Страх.com» і «Диявольський особняк» у 2005 році з'явився новий фільм за участю Стівена Дорффа «Один у темряві».
Стрічка «Тринадцятий поверх» у 2007 році на щорічному Нью-Йоркському кінофестивалі жахів (New York City Horror Film Festival) була визнана найкращим фільмом, а Стівен Дорфф — найкращим актором.
Стівен Дорфф знімається також у музичних відеокліпах, найбільш відомим з яких є кліп Брітні Спірс «Everytime».

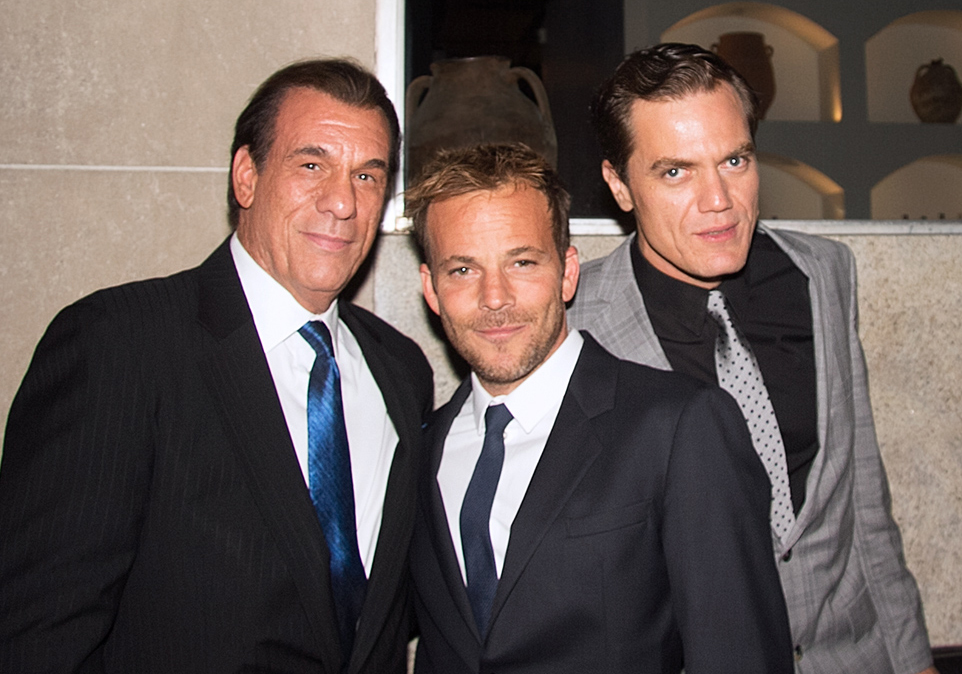
Роберт Даві, Стівен Дорфф і Майкл Шеннон, Міжнародний кінофестиваль у Торонто, 2012 рік

## Фільмографія
| Роки      | Назва                                  | Оригінальна назва                              | Роль                             | Примітки                |
| --------- | -------------------------------------- | ---------------------------------------------- | -------------------------------- | ----------------------- |
| 2025      | Стрільці                               | Gunslingers                                    | Томас Келлер                     |                         |
| 2020      | Обранець                               | Deputy                                         | шериф Білл Голлістер             | серіал (13 епізодів)    |
| 2019      |                                        | Music, War and Love                            | генерал Губер                    |                         |
| 2019      | Справжній детектив                     | True Detective                                 | детектив Роланд Вест             | серіал (3-й сезон)      |
| 2018      |                                        | Don't Go                                       | Бен Слейтер                      |                         |
| 2017-2018 |                                        | Star                                           | Броді Дін                        | серіал (9/11 епізодів)  |
| 2017      |                                        | Sex Guaranteed                                 | Генк                             |                         |
| 2017      | Шкіряне обличчя                        | Leatherface                                    | Гол Гарман                       |                         |
| 2017      |                                        | Jackals                                        | Джиммі Левайн                    |                         |
| 2017      |                                        | Life Boat                                      |                                  | короткометражний фільм  |
| 2017      |                                        | Wheeler                                        | Вілер                            |                         |
| 2016      |                                        | Albion: The Enchanted Stallion                 | Коннор                           |                         |
| 2015      |                                        | American Hero                                  | Мелвін Геспер                    |                         |
| 2015      |                                        | Oliver's Deal                                  | Олівер Кемпбелл                  |                         |
| 2013      |                                        | Heatstroke                                     | Пол                              |                         |
| 2013      |                                        | Officer Down                                   | Кел / детектив Девід Келлаген    |                         |
| 2012      |                                        | The Motel Life                                 | Джеррі Лі                        |                         |
| 2012      | Запаморочливі фантазії Чарлі Свона III | A Glimpse Inside the Mind of Charles Swan III  | Стівен                           |                         |
| 2012      |                                        | Tomorrow You're Gone                           | Чарлі Ренкін                     |                         |
| 2012      |                                        | Zaytoun                                        | Йоні                             |                         |
| 2012      | Крижаний                               | The Iceman                                     | Джоуї (Джозеф) Куклінський       |                         |
| 2012      | Гальмо                                 | Brake                                          | Джеремі Рейнс                    |                         |
| 2012      |                                        | Rites of Passage                               | професор Неш                     |                         |
| 2011      |                                        | Carjacked                                      | Рой                              |                         |
| 2011      | Війна Богів: Безсмертні                | Immortals                                      | Ставрос                          |                         |
| 2011      | Бакі Ларсон: Народжений бути зіркою    | Bucky Larson: Born to Be a Star                | Дік Шедоу                        |                         |
| 2010      | Десь                                   | Somewhere                                      | Джонні Марко                     |                         |
| 2009      |                                        | Black Water Transit                            | Ніккі                            |                         |
| 2009      | Джонні Д.                              | Public Enemies                                 | Гомер Ван Метер                  |                         |
| 2008      |                                        | Skip Tracer                                    | Скіп Кінг                        | телефільм               |
| 2008      |                                        | XIII: The Movie                                | XIII / Росс Теннер / Стів Роланд | мінісеріал              |
| 2008      | Злочинець                              | Felon                                          | Вейд Портер                      |                         |
| 2007      |                                        | The Passage                                    | Люк                              |                         |
| 2007      | Тринадцятий поверх                     | Botched                                        | Річі                             |                         |
| 2007      |                                        | Nanking                                        | Льюїс Сміт                       |                         |
| 2006      | 45-й калібр                            | .45                                            | Рейлі                            |                         |
| 2006      | Всесвітній торговий центр              | World Trade Center                             | Скотт Штраус                     |                         |
| 2006      |                                        | Covert One: The Hades Factor                   | Джон Сміт                        | мінісеріал              |
| 2005      |                                        | Far Cry Instincts                              | Джек Карвер (голос)              | відеогра                |
| 2005      |                                        | Shadowboxer                                    | Клейтон Мейфілд                  |                         |
| 2005      |                                        | Tennis, Anyone...?                             | Ті Сі Джексон                    |                         |
| 2005      | Один у темряві                         | Alone in the Dark                              | командер Річард Берк             |                         |
| 2004      |                                        | Britney Spears: Greatest Hits — My Prerogative | хлопець (розділ "Everytime")     | відеокліп               |
| 2004      |                                        | Britney Spears: Everytime                      | хлопець                          | відеокліп               |
| 2003      | Диявольський маєток                    | Cold Creek Manor                               | Дейл Мессі                       |                         |
| 2003      |                                        | Den of Lions                                   | Майк Варга                       |                         |
| 2002      | Страх крапка ком                       | Feardotcom                                     | детектив Майк Рейлі              |                         |
| 2002      | Нестримні                              | Steal (Riders)                                 | Слім                             |                         |
| 2002      |                                        | Deuces Wild                                    | Леон                             |                         |
| 2001      | Зразковий самець                       | Zoolander                                      | камео                            |                         |
| 2000      |                                        | Limp Bizkit: Rollin' — Air Raid Vehicle        | пасажир бентлі                   | відеокліп               |
| 2000      | Божевільний Сесіл Б.                   | Cecil B. Demented                              | Божевільний Сесіл Б.             |                         |
| 2000      |                                        | Quantum Project                                | Пол Пентчо                       | короткометражний фільм  |
| 1999      |                                        | Entropy                                        | Джейк Волш                       |                         |
| 1999      |                                        | Earthly Possessions                            | Джейк Сіммс молодший             | телефільм               |
| 1998      | Блейд                                  | Blade                                          | Диякон Фрост                     |                         |
| 1997      | Зона злочинності                       | City of Industry                               | Скіп Ковіч                       |                         |
| 1996      | Космічні далекобійники                 | Space Truckers                                 | Майк Пучі                        |                         |
| 1996      | Кров і вино                            | Blood and Wine                                 | Джейсон                          |                         |
| 1996      |                                        | I Shot Andy Warhol                             | Кенді Дарлінг                    |                         |
| 1995      |                                        | Reckless                                       | Том Джуніор                      |                         |
| 1995      |                                        | Innocent Lies                                  | Джеремі Грейвз                   |                         |
| 1995      |                                        | Les cent et une nuits de Simon Cinéma          | актор німого голлівудського кіно |                         |
| 1994      |                                        | Aerosmith: Big Ones You Can Look At            | хлопець у 'Cryin'                | відеокліп               |
| 1994      |                                        | S.F.W.                                         | Кліфф Спеб                       |                         |
| 1994      |                                        | Backbeat Band: Money, Version 2                | Стюарт Саткліфф                  | відеокліп               |
| 1994      |                                        | Backbeat                                       | Стюарт Саткліфф                  |                         |
| 1993      |                                        | Aerosmith: Cryin'                              | хлопець                          | відеокліп               |
| 1993      |                                        | Judgment Night                                 | Джон Ваятт                       |                         |
| 1993      |                                        | An Ambush of Ghosts                            | Джордж Беттс                     |                         |
| 1992      | Врятуй мене                            | Rescue Me                                      | Фрейзер Свіні                    |                         |
| 1992      |                                        | The Power of One                               | Пі Кей (у 18-річному віці)       |                         |
| 1990-1991 |                                        | What a Dummy                                   | Такер Бренніган                  | телесеріал (24 епізоди) |
| 1991      |                                        | Blossom                                        | Боббі                            | телесеріал (1 епізод)   |
| 1990      |                                        | Always Remember I Love You                     | Роберт Мендем                    | телефільм               |
| 1990      |                                        | The Outsiders                                  | Боббі Дін                        | телесеріал (1 епізод)   |
| 1990      |                                        | A Son's Promise                                | Чарльз О’Келлі                   | телефільм               |
| 1990      |                                        | Father Dowling Mysteries                       | Марк Осковськи                   | телесеріал (1 епізод)   |
| 1989      |                                        | Roseanne                                       | Джиммі Мелтріггер                | телесеріал (3 епізоди)  |
| 1989      |                                        | Do You Know the Muffin Man?                    | Сенді Доллісон                   | телефільм               |
| 1989      |                                        | I Know My First Name Is Steven                 | Піт                              | мінісеріал              |
| 1989      |                                        | Married with Children                          | Боз                              | телесеріал (1 епізод)   |
| 1989      |                                        | Empty Nest                                     | Біллі (у 14-річному віці)        | телесеріал (1 епізод)   |
| 1988      |                                        | Mutts                                          | Ерік Гіллман                     | телефільм               |
| 1988      |                                        | Quiet Victory: The Charlie Wedemeyer Story     | Кейл Ведмаєр                     | телефільм               |
| 1988      |                                        | Disneyland                                     | Кертіс                           | телесеріал (1 епізод)   |
| 1988      |                                        | Family Ties                                    | Мартін                           | телесеріал (1 епізод)   |
| 1987      |                                        | The Gate                                       | Глен                             |                         |
| 1987      |                                        | In Love and War                                | Стен (у 9-річному віці)          | телефільм               |
| 1985      |                                        | Diff'rent Strokes                              | Скотт                            | телесеріал (1 епізод)   |
| 1985      |                                        | Still the Beaver                               | Тоні                             | телесеріал (1 епізод)   |

## Нагороди і номінації
| Рік  | Премія                          | Організація                                             | Номінація                                                              | Робота                             | Результат |
| ---- | ------------------------------- | ------------------------------------------------------- | ---------------------------------------------------------------------- | ---------------------------------- | --------- |
| 2019 | OFTA Television Award           | Online Film & Television Association                    | Best Supporting Actor in a Motion Picture or Limited Series            | True Detective (2014)              | Номінація |
| 2007 | Best Actor                      | New York City Horror Film Festival                      | Best Actor                                                             | Botched (2007)                     | Перемога  |
| 1999 | Blockbuster Entertainment Award | Blockbuster Entertainment Awards                        | Favorite Villain                                                       | Blade (1998)                       | Перемога  |
| 1999 | MTV Movie Award                 | MTV Movie + TV Awards                                   | Best Villain                                                           | Blade (1998)                       | Перемога  |
| 1993 | Young Artist Award              | Young Artist Awards                                     | Best Young Actor Starring in a Motion Picture                          | The Power of One (1992)            | Номінація |
| 1992 | ShoWest Award                   | ShoWest Convention, USA                                 | Male Star of Tomorrow                                                  |                                    | Перемога  |
| 1991 | Young Artist Award              | Young Artist Awards                                     | Best Young Actor Starring in a TV Movie, Pilot or Special              | Always Remember I Love You (1990)  | Перемога  |
| 1991 | Young Artist Award              | Young Artist Awards                                     | Best Young Actor Starring in a New Television Series                   | What a Dummy (1990)                | Номінація |
| 1990 | Young Artist Award              | Young Artist Awards                                     | Best Young Actor Starring in a TV Movie, Pilot or Special              | Do You Know the Muffin Man? (1989) | Номінація |
| 1989 | Young Artist Award              | Young Artist Awards                                     | Best Young Actor in a Special, Pilot, Movie of the Week or Mini-Series | Mutts (1988)                       | Номінація |
| 1988 | Saturn Award                    | Academy of Science Fiction, Fantasy & Horror Films, USA | Best Performance by a Younger Actor                                    | The Gate (1987)                    | Номінація |
| 1988 | Young Artist Award              | Young Artist Awards                                     | Best Young Actor in a Horror Motion Picture                            | The Gate (1987)                    | Номінація |